# Araneus guessfeldi
Araneus guessfeldi este o specie de păianjeni din genul Araneus, familia Araneidae. A fost descrisă pentru prima dată de Karsch, 1879. Conform Catalogue of Life specia Araneus guessfeldi nu are subspecii cunoscute.